# Marie-Renée Frossard
Marie-Renée Frossard, född Malter, var en fransk ballerina. Hon var aktiv i Sverige under frihetstiden och även vid Kungliga Baletten, där hon ansågs vara en av de främsta artisterna i Sverige.

## Biografi
Marie-Renée Frossard var gift med Louis Frossard. Hon var aktiv vid Comédie-Italienne i Paris 1757, i Wien 1759 och sedan vid teatern i Bryssel 1761–1762. Hon var anställd i baletten i den Franska teatern i Sverige 1764–1770 och utgjorde då en av dess främsta dansare. År 1771 avskedades den franska truppen och lämnade Sverige.
Då Kungliga Baletten grundades 1773 fanns det alltför få inhemska dansare och balettmästaren Louis Gallodier rekommenderade Gustav III att använda sig av de franska dansare från 1771 som stannat kvar, och återkalla några av dem som lämnat landet. Paret Frossard återkallades då till Sverige och utgjorde, tillsammans med Elisabeth Soligny och Ninon Dubois Le Clerc, stjärnorna i den svenska baletten på 1770-talet innan de första inhemska dansarna hade hunnit utveckla sig under deras undervisning (de förväntades också agera lärare och instruktörer); kvartetten betraktas som stommen i den första truppen vid Kungliga Baletten, där Magdalena Lundblad och Charlotte Slottsberg tillhörde de få svenska dansarna.
Paret Frossard var specialister i "danse de caractére et pantomime", det vill säga dansskådespel. Paret gjorde rollen som samer i operan Birger Jarl säsongen 1774–1775. De ska också ha medverkat i den franska teatern i Stora Bollhuset. År 1774 betalades paret 25 000 koppardaler, liksom premiärdansösen Du Tillet. Som jämförelse hade Carl Stenborg 3 000 koppardaler 1773 samt en recett per år, Lovisa Augusti 6 000 koppardaler 1776, Caroline Müller och hennes man 1 333 riksdaler, samt frun 166 daler enskilt och fri utfodring för två hästar; allra högst betald av alla anställda var Elisabeth Olin med 666 riksdaler 32 skilling som både lön och livspension; dansarna hade hög status.
Paret Frossard avslutade sin verksamhet i Sverige 1776 och var verksamma i Lyon 1782–1785 som dansare och balettmästare och 1785–1791 vid Comédie-Italienne i Paris.